# Aliaxei Dubko
Aliaxei Dubko –en bielorruso, Аляксей Дубко– (5 de julio de 1986) es un deportista bielorruso que compitió en lucha libre. Ganó una medalla de bronce en el Campeonato Europeo de Lucha de 2010, en la categoría de 96 kg.

## Palmarés internacional
| Campeonato Europeo | Campeonato Europeo | Campeonato Europeo | Campeonato Europeo |
| Año                | Lugar              | Medalla            | Categoría          |
| ------------------ | ------------------ | ------------------ | ------------------ |
| 2010               | Bakú (Azerbaiyán)  | Medalla de bronce  | 96 kg              |